# Moyobamba (stad)
Moyobamba is een stad in de provincie  Moyobamba, in de regio San Martín van Peru. 
In 2015 telde de stad 56.500 inwoners. 
De stad ligt 860 meter boven zeeniveau en is omringd door een rijke natuur, zoals watervallen en grotten en kijkt uit op de rivier de Mayo.

## Bestuurlijke indeling
Deze stad bestaat uit slechts één district en is dus identiek met:
- Moyobamba (hoofdplaats van de provincie)

## Stedenbanden
Moyobamba heeft een stedenband met:
- Arequipa, Peru
- Bilbao, Spanje
- Iquitos, Peru
- Loja, Ecuador
- Manaus, Brazilië
- Santa Marta, Colombia
- Toledo, Spanje